# Stadio Teddy Kollek
Lo stadio Teddy Kollek (Lingua ebraica: אצטדיון טדי, Itztadion Teddy) è uno stadio di calcio di Gerusalemme.
Lo stadio porta il nome di Teddy Kollek, per anni sindaco di Gerusalemme e deceduto nel 2007.

## Storia e struttura
Nel 1999, anno della prima ristrutturazione, la capacità dello stadio è stata portata da 13.000 a 21.600 spettatori. Un'ultima ristrutturazione, in vista dell'Europeo di calcio Under-21 del 2013, ha aumentato la capienza a 31.733 posti.
Lo stadio Teddy Kollek rientra nella categoria 4, nella classificazione degli stadi UEFA. È accessibile ai disabili, dispone di bagni moderni e di ampi stand, una combinazione molto difficile da trovare in molti stadi israeliani. Lo stadio ha inoltre un parcheggio di 5.000 posti auto, raggiungibile grazie ad un ponte pedonale, che permette l'accesso anche al centro commerciale Malha.
Lo stadio si trova al capolinea della Begin Expressway e in prossimità della stazione ferroviaria Malha, il che assicura un comodo raggiungimento dell'impianto attraverso la rete ferroviaria.

## Principali manifestazioni e attuale utilizzo
Attualmente usufruiscono dell'impianto le società calcistiche gerosolimitane del Beitar e dell'Hapoel/Hapoel Katamon.
Nel 2013, lo stadio Teddy Kollek è stato teatro di quattro partite del citato Europeo di calcio Under-21, inclusa la finale del 18 giugno.

## Galleria d'immagini

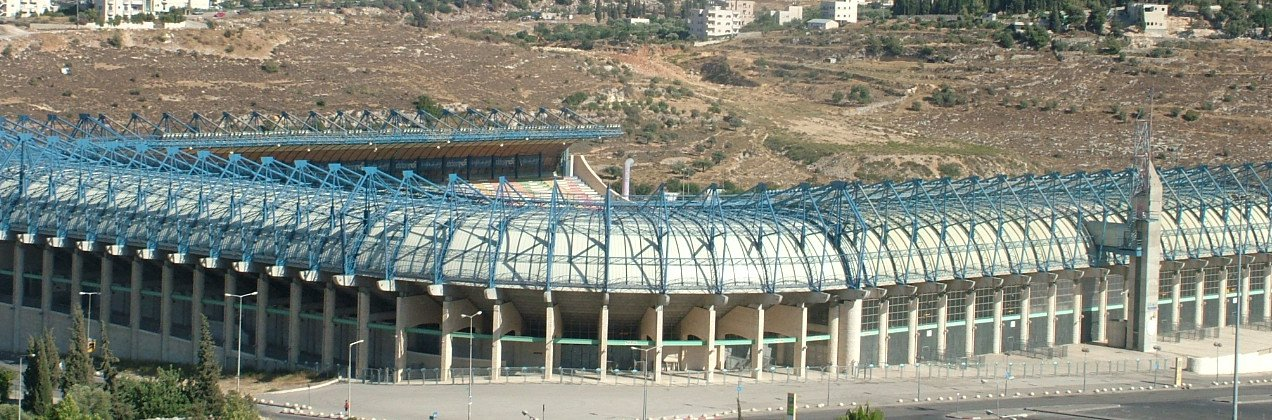
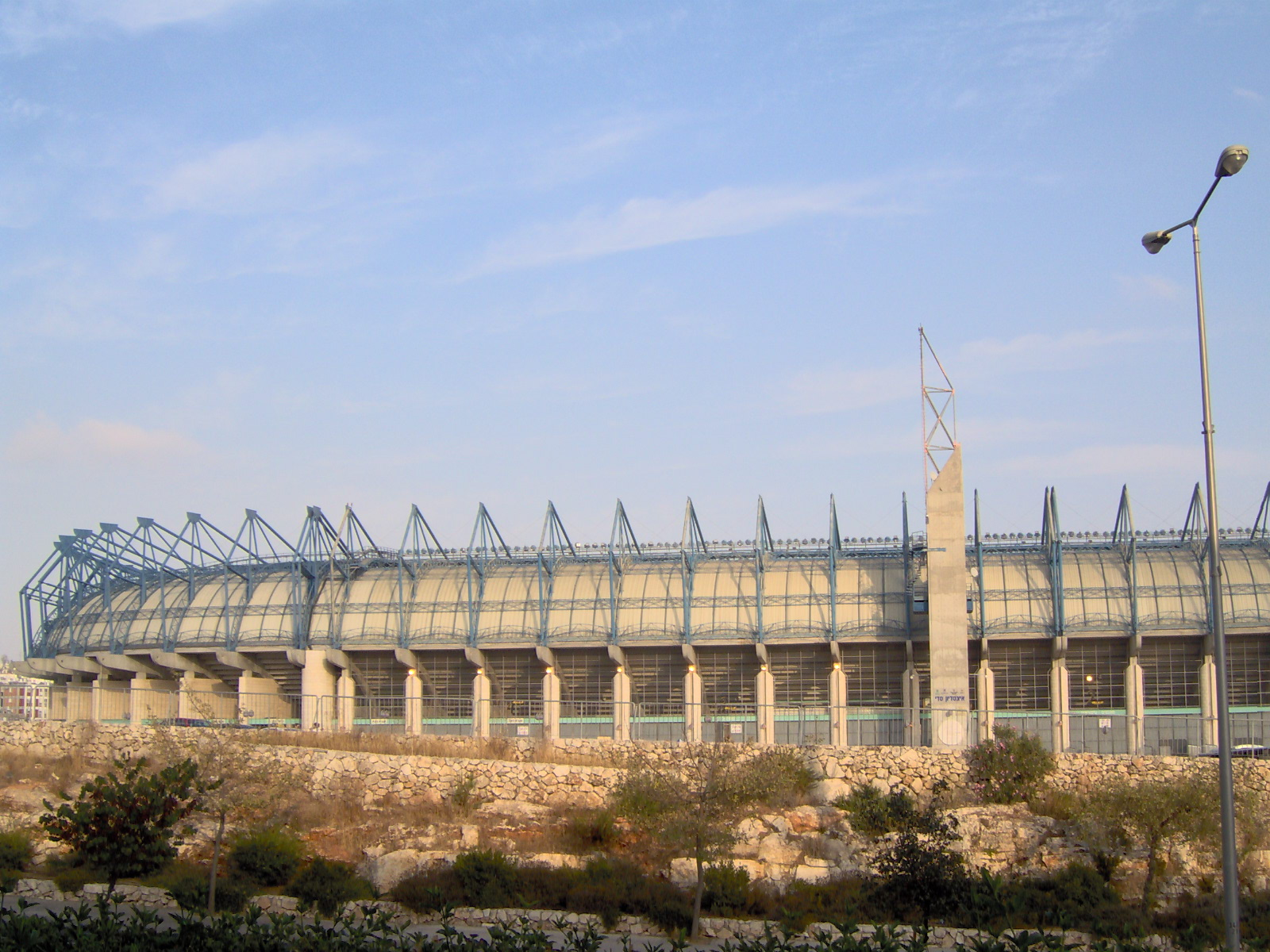
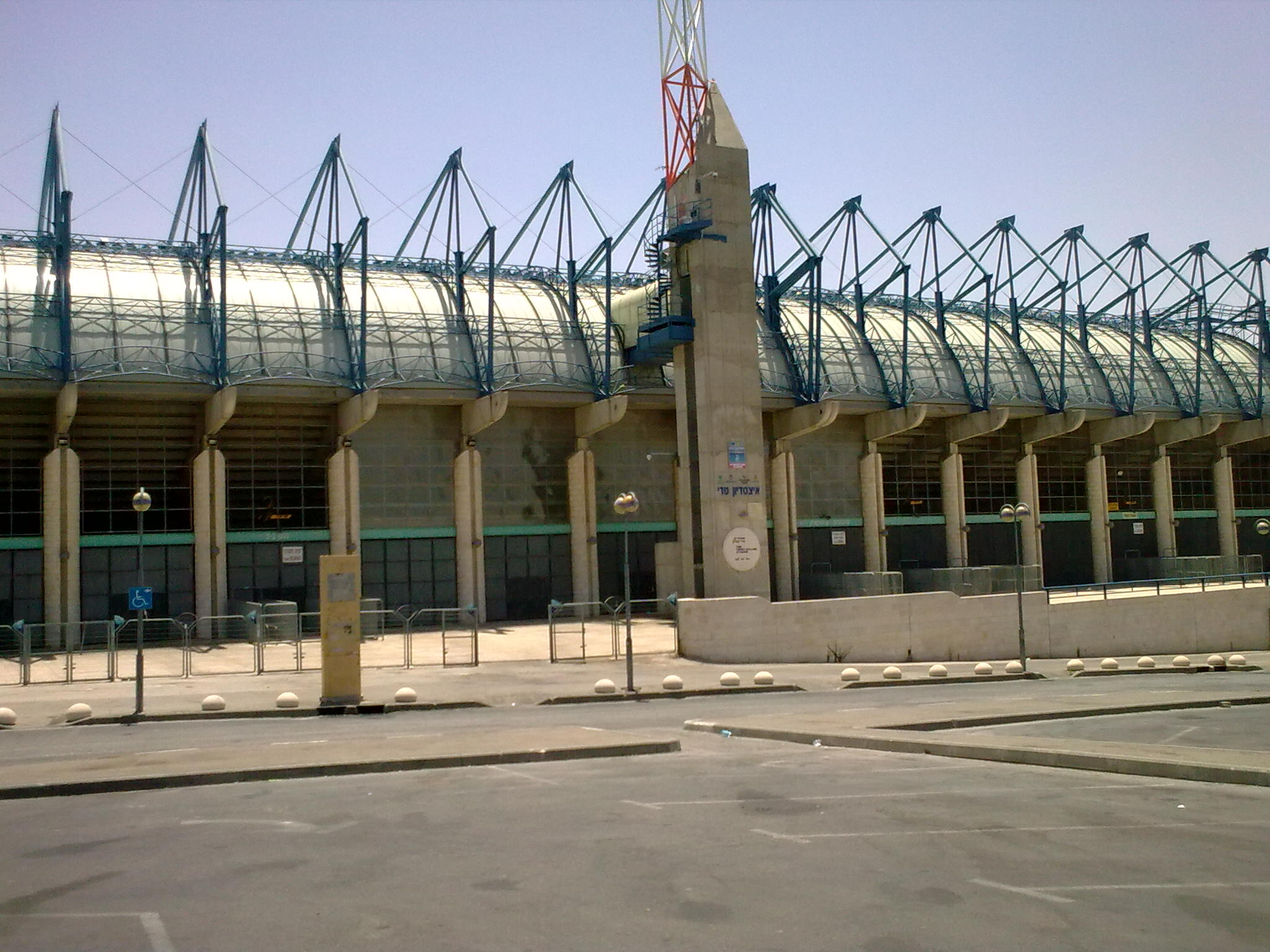
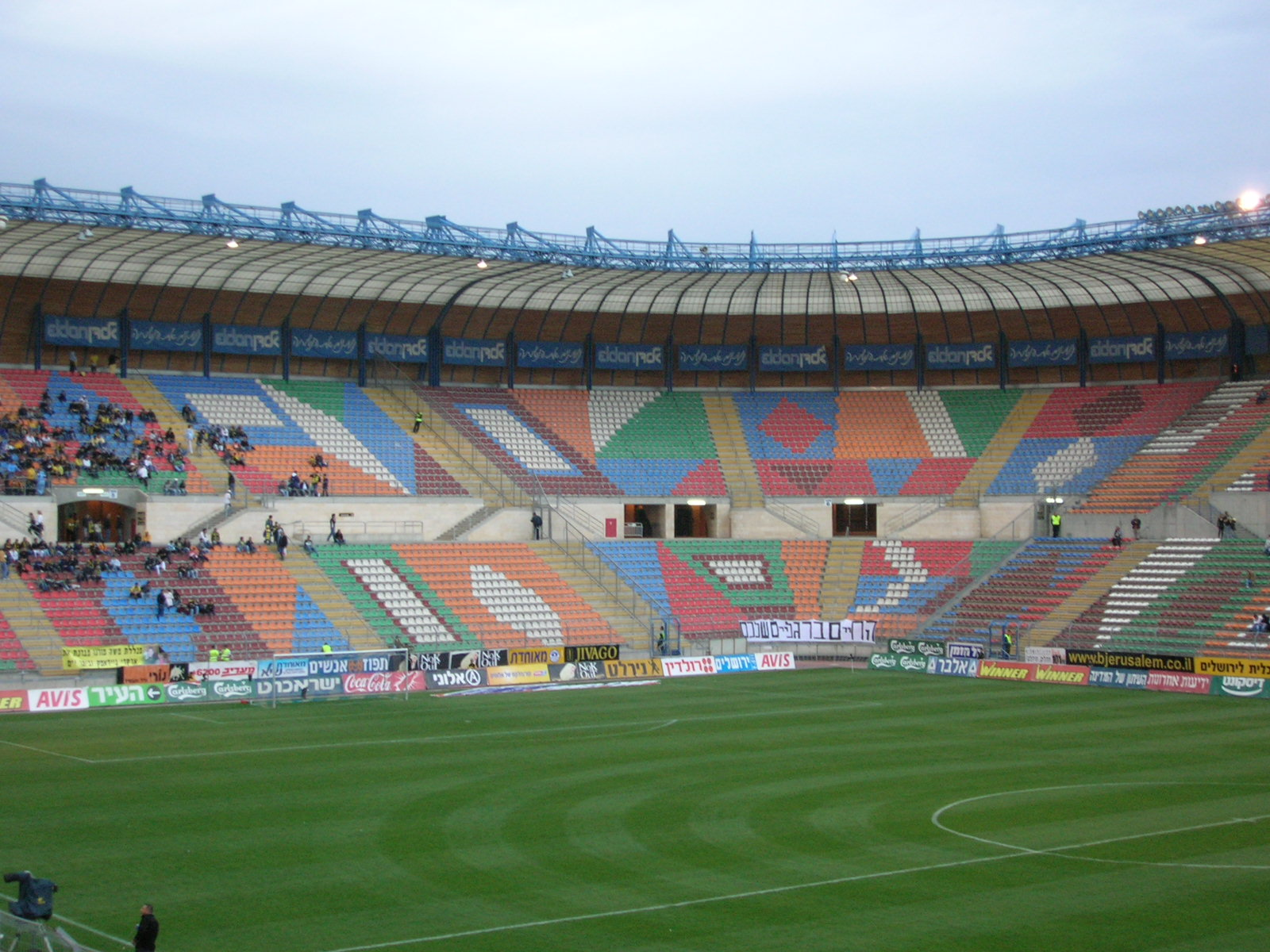